# ویکی‌پدیای اسکاتلندی
ویکی‌پدیای اسکاتلندی نسخه زبان اسکاتس وب‌گاه ویکی‌پدیا است.
زبان اسکاتلندی تا ۶ مه ۲۰۱۲ با بیش از ۸٬۹۰۰ مقاله در رده صدوهفدهم ویکی‌پدیاها قرار گرفته‌است.